# Wacky Soap Box Racers
Wacky Soap Box Racers étaient des montagnes russes steeplechase du parc Knott's Berry Farm, situé à Buena Park, en Californie, aux États-Unis. Cette attraction comportait 4 circuits parallèles et de même dimensions.

## Statistiques
- Éléments : 4 circuits parallèles.